# Grace Wahba
Pour les articles homonymes, voir Wahba.
Grace Wahba (née le 3 août 1934) est une statisticienne américaine, titulaire de la chaire I. J. Schoenberg-Hilldale de professeur de statistiques à l'université du Wisconsin à Madison.

## Travaux
Elle est un pionnier des méthodes de lissage des données bruitées. Plus connue pour le développement généralisé de la validation croisée et du "problème de Wahba (en)", elle a développé des méthodes avec des applications dans les études démographiques, l'apprentissage automatique, les puces à ADN, la modélisation du risque, l'imagerie médicale et la prévision du climat.

## Carrière
Elle a fait ses études à l'université Cornell (B. A. 1956), puis à l'université du Maryland, College Park (M. A., 1962) et à Stanford où elle obtient son doctorat en 1966, sous la direction d'Emanuel Parzen (en), avec une thèse intitulée « Cross Spectral Distribution Theory for Mixed Spectra and Estimation of Prediction Filter Coefficients ». Elle a travaillé dans l'industrie pendant plusieurs années avant de recevoir son doctorat et de s'installer à Madison en 1967. Elle est l'auteur de Spline Models for Observational Data. Elle et a reçu un diplôme honorifique de docteur en sciences de l'Université de Chicago en 2007.

## Prix et distinctions
Wahba a été élue à l'Académie nationale des sciences américaine en 2000 et elle est membre de plusieurs sociétés savantes, dont l'Académie américaine des arts et des sciences, l'Association américaine pour l'avancement des sciences, la Société américaine de statistique et l'Institut de statistique mathématique.
Ces dernières années, elle a reçu une sélection de prix notables de la communauté des statistiques:
- R. A. Fisher Lectureship du Comité des présidents de sociétés statistiques, août 2014[4]
- Gottfried E. Noether Senior Researcher Award, août 2009
- Prix Elizabeth Scott du Comité des présidents de sociétés statistiques, 1996
- Première lauréate du prix Parzen en 1994